# Assane Gnoukouri
Assane Demoya Gnoukouri, abrégé Assane Gnoukouri, né le 28 septembre 1996 à Abidjan, est un footballeur ivoirien. Il évolue au poste de milieu de terrain. Il n'a actuellement pas de club.

## Carrière
Assane Gnoukouri joue son premier match professionnel le 11 avril 2015 lors d'un match contre le Hellas Vérone en remplaçant Gary Medel à quelques minutes de la fin de la rencontre.

## Statistiques
| Saison                | Club                  | Championnat           | Championnat | Championnat | Coupe(s) nationale(s) | Coupe(s) nationale(s) | Compétition(s) continentale(s) | Compétition(s) continentale(s) | Compétition(s) continentale(s) | Total | Total |
| Saison                | Club                  | Division              | M.          | B.          | M.                    | B.                    | Comp.                          | M.                             | B.                             | M.    | B.    |
| 2014-2015             | Inter Milan           | Serie A               | 5           | 0           | 0                     | 0                     | -                              | -                              | -                              | 5     | 0     |
| 2015-2016             | Inter Milan           | Serie A               | 2           | 0           | 1                     | 0                     | -                              | -                              | -                              | 3     | 0     |
| 2016-2017             | Inter Milan           | Serie A               | 4           | 0           | 0                     | 0                     | C3                             | 4                              | 0                              | 8     | 0     |
| Total sur la carrière | Total sur la carrière | Total sur la carrière | 11          | 0           | 1                     | 0                     | -                              | 4                              | 0                              | 16    | 0     |